# Astragalus quinquefoliolatus
Astragalus quinquefoliolatus är en ärtväxtart som beskrevs av Aleksandr Andrejevitj Bunge. Astragalus quinquefoliolatus ingår i släktet vedlar, och familjen ärtväxter. Inga underarter finns listade i Catalogue of Life.